# Stegonotus caligocephalus
Stegonotus caligocephalus — вид змій родини полозових (Colubridae). Ендемік Малайзії. Описаний у 2020 році.

## Поширення і екологія
Stegonotus caligocephalus мешкають в штаті Сабах на півночі острова Калімантан, де були зафіксовані в горах Крокер, на висоті 1950 м над рівнем моря, а також на горі Кінабалу. Вони живуть у вологих гірських тропічних лісах.